# Yada'il Bayyin II. (Saba)
Yada'il Bayyin II. (sabäisch ydʿʾl byn Yadaʿʾil Bayyin), Sohn des Yitha'amar Watar II., war ein Herrscher (Mukarrib) des altsüdarabischen Reiches Saba. Hermann von Wissmann setzte seine Herrschaft um 394 v. Chr., Kenneth A. Kitchen dagegen um 440–425 v. Chr. an.
Yada'il Bayyin II. hinterließ eine kurze offenbar auf eine Befestigung bezogene Bauinschrift aus Sirwah, außerdem erneuerte er die Ummauerung der Städte Naschq und vermutlich auch Marib. Unter seiner Herrschaft oder kurz zuvor erhob sich der sabäische Vasall Qataban gegen Saba, weshalb Yada'il Bayyin einen jahrelangen Krieg begann, der unter Yitha'amar Watar III. mit dem Sieg Qatabans endete. Sein Sohn und Nachfolger war Sumuhu'ali Yanuf III.